# دنباله‌دار بیلا
دنباله‌دار بیلا (انگلیسی: Biela's Comet) با (نام رسمی: ۳دی/ بیلا) یک دنباله‌دار دوره‌ای از خانوادهٔ مشتری بود که اولین بار در سال ۱۷۷۲ توسط اخترشناسان مونتین و مسیه رصد شد و سرانجام در سال ۱۸۲۶ توسط ویلهلم فون بیلا به عنوان یک دنباله‌دار دوره‌ای شناخته شد. به دنبال آن مشاهده شد که آن دنباله‌دار به دو قسمت تقسیم شده‌است و از سال ۱۸۵۲ تاکنون دیگر مشاهده نشده‌است. در نتیجه، در حال حاضر دنباله‌دار بیلا یک دنباله‌دار نابود شده در نظر گرفته شده، هرچند به نظر می‌رسد که بقایای آن برای مدتی به صورت بارش شهابی، آندرومیدید هنوز باقی مانده‌اند.

## کشف
این دنباله‌دار نخستین بار در ۸ مارس سال ۱۷۷۲ توسط ژاک لیباکس مونتین مشاهده شد و در همان دورهٔ ظهور بود که توسط مونتنی نیز به صورت مستقل مشاهده و ثبت شد. در سال ۱۸۰۵ توسط ژان لویی پل مغز ثبت شد، اما در آن زمان یکی بودن آن شیء دانسته نبود. پس از ظهور ۱۸۰۵ تلاش‌های زیادی توسط گاوس (۱۸۰۶) و بسل (۱۸۰۶) برای محاسبهٔ قطعی مدار انجام شد. گاوس و اولبرز هر دو شباهت بین دنباله دارهای ۱۸۰۵ و ۱۷۷۲ را مشاهده کردند اما آنها قادر به اثبات وجود پیوندی بین این دو نبودند.